# Pedro González de Mendoza

Herb Pedra Gonzáleza de Mendozy

Pedro González de Mendoza (ur. 3 maja 1428 w Guadalajarze, zm. 11 stycznia 1495 tamże) – hiszpański duchowny katolicki, polityk i mecenas sztuki, znany jako Wielki Kardynał Hiszpanii.

## Życiorys
Był piątym dzieckiem Íñigi Lópeza de Mendozy, pierwszego hrabiego Santillany, oraz Cataliny de Figueroa. Jego rodzice od małego przeznaczyli go na ścieżkę duchowną.
Mendoza należał do wybitnych postaci arystokracji hiszpańskiej w 2. połowie XV wieku. Miał dobre przygotowanie uniwersyteckie. Dobrze zarządzał sprawami państwowymi, troszczył się o wychowanie kleru. Żył jak ludzie tamtej epoki: mieszkał we dworze, posiadał naturalne dzieci.
Był biskupem Calahorry (1453–1467), Sigüenzy (1468–1495) i Osmy (1482), administratorem archidiecezji sewilskiej (1474–1482) i arcybiskupem Toledo z tytułem Prymasa Hiszpanii (1482–1495) oraz łacińskim patriarchą Aleksandrii 1482–1495). Kapelusz kardynalski otrzymał w 1473.
W kwestiach politycznych, kardynał miał wielki wpływ na króla Henryka IV oraz na papieża Sykstusa IV. O kardynale mówiło się, że jest "trzecim królem Hiszpanii". Miał zmysł dyplomatyczny, umiał utrzymać się na szczycie. Zawsze umiał opowiedzieć się po stronie zwycięskiej.
Mendozę uważa się za jednego z prekursorów renesansu hiszpańskiego.